# Autostrada A507 (Franța)
Autostrada A507 sau centura L2 este o autostradă urbană franceză situată în Marsilia. Această arteră complet rutieră ocolește cartierele centrale, este complet gratuită și accesibilă camioanelor (cu excepția transporturilor de mărfuri periculoase). Leagă autostrada Nord (A7) de autostrada Est (A50) pe o distanță de 9,7 kilometri.
Proiectul de creare a unei centuri periferice în Marsilia este înscris în planurile de urbanism ale orașului încă din 1933, dar a fost amânat de nenumărate ori. Lucrările au început în anii 1990, însă au fost prelungite din cauza modificărilor aduse proiectului, care au crescut considerabil costurile — trecerea de la o autostradă în aer liber la o acoperire aproape totală a întregului traseu — și chiar au fost întrerupte din lipsă de fonduri, înainte de a fi relansate în 2009 în cadrul unui parteneriat public-privat.
Secțiunea de Est, care traversează cartierele Malpassé, la Rose, Montolivet, Saint-Barnabé, la Fourragère, Saint-Jean-du-Désert, la Timone și la Pomme, între Saint-Jérôme și A50 (nodul Florian), este deschisă din 29 noiembrie 2016. Secțiunea de Nord, care leagă partea de Est a centurii de A7 (nodul Arnavaux) prin Malpassé, Saint-Barthélémy și Arnavaux, trebuia inițial să fie dată în folosință la sfârșitul anului 2017, dar a fost deschisă circulației în toamna anului 2018. Lucrările la Bulevardul Urban Sud, care urmează să prelungească centura L2 spre Pointe Rouge, au început în 2017 și sunt programate să continue până în 2022. Prima secțiune, de la nodul Florian până la Sainte-Marguerite, a fost pusă în funcțiune la 1 iulie 2020.

## Construcție
Proiectul unei centuri periferice în Marsilia a fost inclus în planurile de urbanism în anii 1930. A devenit indispensabil în anii 1980, din cauza congestionării drumurilor existente, în special a celui de pe Jarret, care leagă nordul de est (de unde și denumirea „L2”, încă utilizată astăzi, care înseamnă „a doua legătură”).
La acea vreme, cartierele de nord și est erau încă puțin urbanizate, însă acest lucru s-a schimbat începând cu anii 1960: pentru a face față nevoilor, s-a dezvoltat o urbanizare intensă, iar traseul prevăzut pentru a găzdui L2 a fost treptat înconjurat de construcții.
În 1974, planul director al aglomerației Marsilia prevede pentru L2 statutul de drum rapid urban. În anii 1970, orașul Marsilia construiește o secțiune nordică deservind Z.U.P. Nord, sub forma unui drum cu 2 × 2 benzi, care trece la poalele cartierelor de locuințe din nordul orașului.
Proiectul este inclus în contractul de plan stat-regiune din 1979, iar gestionarea lucrărilor trece în responsabilitatea statului. Un prim tronson este construit în anii 1980 între Frais-Vallon și Saint-Jérôme, rămânând singura secțiune funcțională până în 2016. În 1992, secțiunea de est, între Frais-Vallon și A50, este declarată de utilitate publică, iar lucrările de construcție încep, inițial sub forma unei autostrăzi în mare parte la nivel deschis. Cu toate acestea, lucrările sunt întrerupte de mai multe ori.
Infrastructura rutieră existentă nu mai respectând normele autorutiere, secțiunea de nord face obiectul unui nou proiect în anii 2000. În 2009, este semnat un parteneriat public-privat cu Société de la rocade L2, filială a grupului Bouygues, iar secțiunea de nord este declarată de utilitate publică.

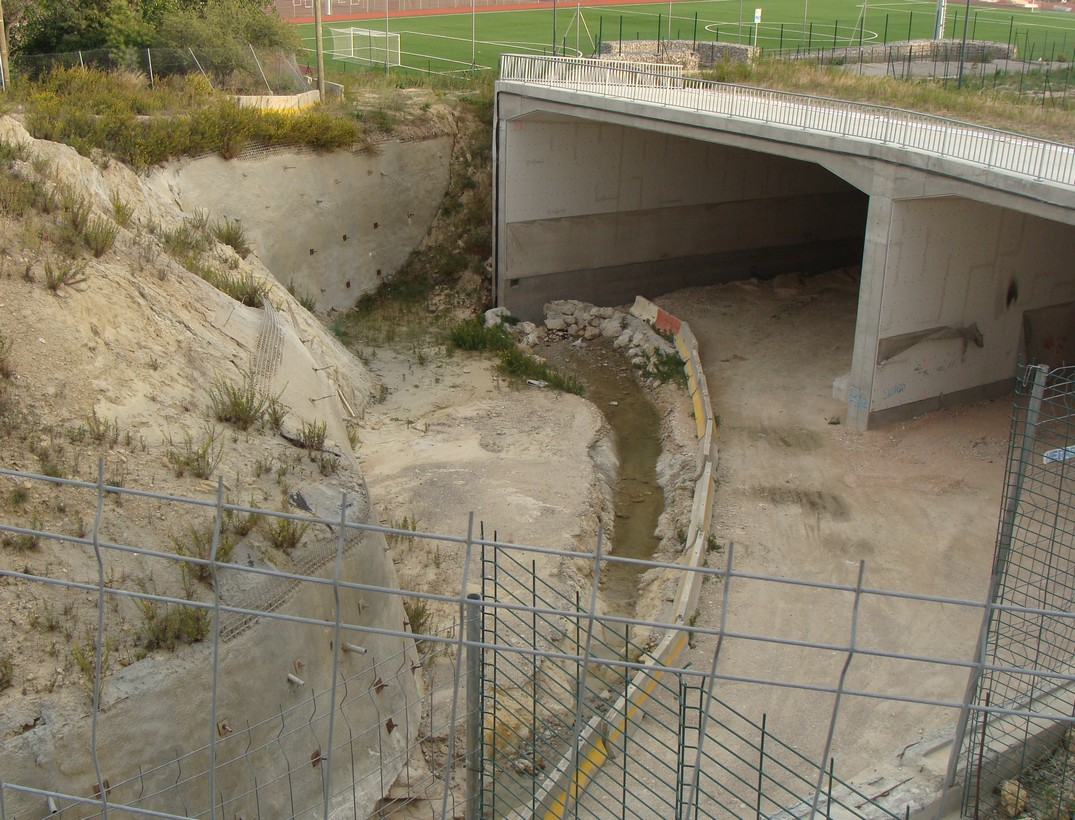
Șantierul L2 la Parette (octombrie 2012).

Secțiunea de nord a autostrăzii A507, între A7 (nodul Arnavaux) și sensul giratoriu Père-Wresinski (Saint-Jérôme), a fost supusă unor lucrări ample între august 2014 și 2018. Pe durata acestor lucrări, bulevardele urbane existente (respectiv, bulevardele Arnavon și Salvador Allende, care împreună formează drumul național 547), cu 2 × 2 benzi, dar separate de sensul giratoriu Pierre Paraf (din Sainte-Marthe), au fost utilizate fie pentru a asigura fluxul de circulație în funcție de progresul șantierului, fie pentru a oferi spațiu necesar lucrărilor.
Cea mai mare parte a lucrărilor de infrastructură grea pentru secțiunea mediană, de la sensul giratoriu Saint-Jérôme până la bulevardul des Caillols, este finalizată. Aceasta este funcțională pe aproape un kilometru, până la joncțiunea cu bulevardul Jean-Paul-Sartre (nodul Frais-Vallon), secțiune clasificată ca drum național 547. Următoarea secțiune, aflată în tunel sub Montolivet și Bois-Luzy, a beneficiat de o acoperire tratată peisagistic (parcul Moline) și a fost adusă la standarde între 2015 și 2016.
La sud de bulevardul des Caillols, lucrările, întrerupte timp de mulți ani, au fost reluate între 2010 și 2011 și din nou începând din 2014. Trecerea pe sub calea ferată Marsilia - Ventimiglia și nodul rutier cu A50 (Florian) sunt finalizate, iar construcția carosabilului a început în vara anului 2015.
În 2013, guvernul Ayrault anunță că dorește finalizarea lucrărilor la L2. O „deschidere parțială și progresivă” este prevăzută începând din 2016, începând cu secțiunea de est în toamnă, urmată de tronsonul nordic în 2017. Pentru aceasta, finalizarea lucrărilor este încredințată companiei Bouygues, în cadrul unui parteneriat public-privat. Bouygues avansează partea de finanțare a guvernului, adică 120 de milioane de euro, acesta din urmă rambursând un total de 400 de milioane pe o perioadă de 30 de ani, în timp ce colectivitățile locale (regiunea, departamentul, comunitatea urbană) contribuie cu 380 de milioane de euro.
Lucrările de construcție au fost reluate intens în toamna anului 2014 și trebuiau să fie finalizate în vara anului 2016 pentru partea de est și la sfârșitul anului 2017 pentru partea de nord. Cu toate acestea, după finalizarea șantierului pentru partea de est, statul a refuzat recepția echipamentului din cauza unor rezerve tehnice privind fiabilitatea și siguranța secțiunii. Au fost astfel realizate lucrări suplimentare și, în ciuda opoziției comitetelor de interes de cartier din arondismentele 13 și 14, secțiunea de est a fost deschisă pe 29 noiembrie 2016.
Deschiderea secțiunii de nord, anunțată inițial pentru sfârșitul anului 2017, apoi pentru aprilie 2018, a fost ulterior amânată pentru septembrie sau octombrie 2018. La 17 octombrie 2018, L2 nord a fost deschisă circulației pe sensul Arnavaux-Frais-Vallon, înainte de a fi complet operațională începând cu 25 octombrie.

## Traseu
| De la A7 la A50; secțiune neconcesionată, administrată de DIR Méditerranée. | |                        |
| Intersecție                                                                 | Nod rutier între A7 și A507: Lyon, Aix-en-Provence, Aeroportul Marseille Provence (nod rutier parțial). | A7 E712 E714           |
| Les Arnavaux                                                                | Cartiere deservite: A7 (Marsilia-centru), MIN des Arnavaux, Marsilia-Les Arnavaux, Marsilia-Arnavant (nod rutier parțial).                                                                                       | A7                     |
| A507                                                                        | |                        |
| 1 - Queillau                                                                | Cartiere deservite: Marsilia-Sainte-Marthe, MIN des Arnavaux, Marsilia-Les Arnavaux, Marsilia-Arnavant (nod rutier parțial).                                                                                     |                        |
|                                                                             | Tunelul Sainte-Marthe (1 200 m). |                        |
|                                                                             | Tunelul Merlan (260 m). |                        |
|                                                                             | Tunelul Oliviers (170 m). |                        |
| 2 - Saint-Jérôme ouest                                                      | Cartiere deservite: Marsilia-Saint-Jérôme, Campusul universitar Saint-Jérôme, Spitalul Lavéran, Technopôle de Château-Gombert, Marsilia-Le Merlan, Marsilia-Malpassé, Marsilia-Saint-Mitre (nod rutier parțial). | S4 RD4                 |
|                                                                             | Tunelul Saint-Jérôme (130 m). |                        |
| 2 - Saint-Jérôme est                                                        | Cartiere deservite: Marsilia-Saint-Jérôme, Campusul universitar Saint-Jérôme, Spitalul Lavéran, Technopôle de Château-Gombert, Marsilia-Le Merlan, Marsilia-Malpassé, Marsilia-Saint-Mitre (nod rutier parțial). | S4 RD4                 |
|                                                                             | Tunelul Tilleuls (465 m (sens vest → est) / 398 m (sens est → vest)). |                        |
| 3 - Frais-Vallon ouest                                                      | Orașe deservite: Marsilia-Frais-Vallon, Marsilia-La Rose, Marsilia-Saint-Just, Marsilia-Les Olives, Marsilia-Château-Gombert, Allauch, Plan-de-Cuques (nod rutier parțial).                                      | S8 (RD4c RD908) RN8bis |
|                                                                             | Viaductul Frais-Vallon. |                        |
| 3 - Frais-Vallon est                                                        | Orașe deservite: Marsilia-Frais-Vallon, Marsilia-La Rose, Marsilia-Saint-Just, Marsilia-Les Olives, Marsilia-Château-Gombert, Allauch, Plan-de-Cuques (nod rutier parțial).                                      | S8 (RD4c RD908) RN8bis |
|                                                                             | Tunelul Montolivet - Bois-Luzy (1 073 m). |                        |
| 4 - Saint-Julien                                                            | Cartiere deservite: Marsilia-Saint-Julien, Marsilia-Montolivet, Marsilia-Bois-Luzy, Marsilia-Beaumont (nod rutier parțial).                                                                                      |                        |
|                                                                             | Tunelul Saint-Barnabé (523 m). |                        |
| 4 - Les Caillols                                                            | Cartiere deservite: Marsilia-Les Caillols, Marsilia-Saint-Barnabé, Marsilia-La Blancarde, Marsilia-La Fourragère, Parc Relais Métro La Fourragère (nod rutier parțial).                                          |                        |
|                                                                             | Tunelul la Fourragère (540 m (sens nord → sud) / 340 m (sens sud → nord)). |                        |
| 5 - Les Faïenciers                                                          | Cartiere deservite: Marsilia-Saint-Jean-du-Desert, Marsilia-Saint-Pierre, Marsilia-La Pomme (nod rutier parțial).                                                                                                | S6                     |
|                                                                             | Tunelul la Parette (534 m (sens nord → sud) / 1 175 m (sens sud → nord)). |                        |
| 6 - Florian                                                                 | Cartiere deservite: A50 (Marsilia-centru), Marsilia-Florian, Marsilia-Saint-Loup (nod rutier parțial). | RD2 A50                |
| Intersecție                                                                 | Nod rutier între A50 și A507: Aubagne, Toulon, Nisa (nod rutier parțial). | A50                    |
| A507                                                                        | |                        |